# حور إلياني
حور إلياني (الاسم العلمي:Populus iliensis) هو نوع من النباتات يتبع جنس الحور من الفصيلة الصفصافية.